# Gli Psicoatleti
Gli Psicoatleti è un romanzo del 2011 dell'autore italiano Enrico Brizzi. Si tratta del terzo romanzo incentrato su un viaggio a piedi, nel quale compaiono i personaggi già introdotti in Nessuno lo saprà e nel Pellegrino dalle braccia d'inchiostro.

## Struttura del testo
Il romanzo è diviso in tre parti, divise rispettivamente in sette, nove ed otto capitoli, ciascuno con un suo titolo. La storia nasce da un viaggio a piedi denominato "Italica 150", compiuto dall'autore per celebrare il 150º anniversario dell'Unità d'Italia.

## Trama

### Lungo la costa della Calabria Ulteriore, luglio 2010
Il protagonista e il suo amico e compagno di viaggio Max Montefiori, detto "il Converso", camminano lungo la spiaggia e parlano di come sfuggire alla vendetta di alcuni abitanti della zona mal disposti verso di loro a causa dell'atteggiamento strafottente di Max.

### Libro primo -Campodimaggio

#### Capitolo 1:Evitare le scarpe ortopediche
Si rievoca il passato del protagonista e di come, da bambino con problemi podologici divenne uno scout e poi un appassionato di viaggi a piedi.
Un giorno del 2009 egli è contattato dal suo amico friulano Tommy Carnera, che gli parla dell'interesse dell'imprenditore Scipio Taumann, che ha letto gli articoli su un viaggio a piedi a Gerusalemme che la sua combriccola ha fatto e che vorrebbe parlare con loro di un progetto comune per rivitalizzare la Società Nazionale di Psicoatletica, di cui suo nonno Federico Taumann era stato tra i fondatori. Taumann consegna anche un libro sulla storia della Società che il protagonista leggerà progressivamente lungo il percorso.

#### Capitolo 2:Storia della Società Nazionale di Psicoatletica. Il rivoluzionario, il ginnasiarca e l'occultista
A Torino nel 1860 si fonda la Società Nazionale di Psicoatletica ad opera del reduce dell'impresa dei Mille Mario Valsecchi, del giovane nobile Federico Taumann e dell'esoterista napoletano Samuele Ferdinando Maria Pintor.

#### Capitolo 3:Entro l'alba si fa la rivoluzione
Durante un viaggio sugli Appennini lungo i resti della Linea Gotica il protagonista e gli altri viandanti (Cesare, Max, Tommy, Leo, Elvio e il Viet) ricevono la visita a sorpresa di Taumann e di Franco Urbani (presidente della Società Nazionale di Psicoatletica) che si fanno riprendere dai giornalisti per mettere il cappello sulla loro ultima impresa.

#### Capitolo 4:Storia della Società Nazionale di Psicoatletica. Il Grande Viaggio del 1861: dalle Alpi ai Monti della Sibilla
Nel 1861, per celebrare la nascita del nuovo Regno d'Italia, i fondatori della Società Nazionale di Psicoatletica decisero d'intraprendere un viaggio a piedi dalle Alpi alla Sicilia. Il 7 aprile partirono così da Bormio, con una scorta militare che il principe Umberto, patrono della società, impose a causa della situazione non ancora pacificata in molte province meridionali. Durante il percorso furono accolti cerimoniosamente dalle varie autorità, tra cui il sedicente gonfaloniere di Cospaia.

#### Capitolo 5:Il sorriso dell'agnello imprudente
Il protagonista, leggendo la storia dei primi psicoatleti, propone di fare un viaggio analogo che sarà chiamato "Italia 150", partendo dalla Vetta d'Italia in quanto punto più settentrionale della Repubblica e arrivando fino a Capo Passero, in Sicilia. La cosa suscita l'entusiasmo di Taumann e Urbani, che assicurano il rimborso-spese. Per suggellare il patto, si svolge una cena al Palazzo Dufresne di Torino; Elvio però rimane con una brutta impressione a causa dell'aria settaria della società.

#### Capitolo 6:Storia della Società Nazionale di Psicoatletica. Il Grande Viaggio del 1861: dai Monti della Sibilla alla Piana del Sele
A Castelluccio di Norcia, i tre psicoatleti consultarono un mago che fece loro delle predizioni, quindi ripresero il viaggio. All'Aquila, Taumann e la sua amante Valeria Mercuri accettarono inizialmente l'ospitalità del marchese Persichetti, salvo rifiutarla dopo che questi si sarebbe svelato come uranista.
Nei pressi di Bojano iniziarono a percepire l'ostilità delle popolazioni locali. Prima di entrare a Benevento Valsecchi fece una deviazione verso Napoli per andare a incontrare una donna; in città, gli altri due furono invece raggiunti da Arrigo Boito ed Emilio Praga, che iniziarono a tenere discorsi di tipo satanico turbando Pintor, che per un po' si assentò per andare a farsi esorcizzare. Al momento della ripartenza, solo Taumann si presentò ai militari di scorta; Valsecchi e Pintor, rincontratisi a Napoli, raggiunsero il gruppo per mezzo di una diligenza. Intanto il nobile veneziano Zorzi, austriacante e spia, si rivolse a don Celso Delfino, caporione degli antiunitari di Eboli, per fermare la comitiva psicoatletica, venendo a sapere che in Calabria era sbarcato un esercito filoborbonico, comandato da un generale spagnolo.

### Libro secondo -Ranghi serrati

#### Capitolo 7:Lungo la costa della Calabria Ulteriore, luglio 2010
Mentre camminano lungo la costa della Calabria, Max e il protagonista sono avvicinati da un ragazzino in bicicletta. Con i suoi discorsi sarcastici Max lo spaventa, suscitando le proteste del protagonista, che sostiene che stia peggiorando inutilmente la loro situazione.

#### Capitolo 8:Italica 150: dalla Vetta d'Italia a Bolzano
Cesare, Elvio, Max e il protagonista partono dalla Vetta d'Italia e ragionano sull'italianizzazione imposta al Sud Tirolo, sulla base delle scritte propagandistiche notate per strada e dalle conversazioni cogli abitanti della zona. Mentre affrontano la salita verso il Passo Gardena sono sorpresi da una bufera di neve; l'hotel-ristorante al passo è chiuso così devono scendere fino a Selva per trovare un riparo. Elvio è il più provato, ma recupera velocemente. Il gruppo prosegue attraverso l'Alto Adige fino a Bolzano, dove Max ha un appuntamento con la sua conoscente Irma Ragonesi.

#### Capitolo 9:Storia della Società Nazionale di Psicoatletica. Il Grande Viaggio del 1861: dalla Piana del Sele a Capo Passero
Il viaggio dei primi psicoatleti proseguì verso sud, commemorando Carlo Pisacane a Sapri. Il generale spagnolo Borjes chiese al brigante Carmine Crocco di portargli le teste dei camminatori piemontesi, che il 10 luglio 1861 furono assaliti dalla banditaglia. Per difendere Valeria, Taumann perse la vita. Dopo le sue esequie civili sulla spiaggia di Scalea, Valsecchi e Pintor proseguirono in incognito per via di mare. A Messina incontrarono Ippolito Nievo e il 15 luglio terminarono il viaggio a Capo Passero. Mentre Valsecchi tornò a Torino, Pintor si stabilì a Marzamemi dove acquistò una villa, che ribattezzò Villa Hiram, per farne un cenacolo esoterico.

#### Capitolo 10:Italica 150: da Bolzano a Asiago
A Bolzano il gruppo cena in compagnia di Furio; percorre poi la Valle d'Ega verso il Passo di Costalunga, uscendo dall'Alto Adige. Al Passo di Lavazè incontra un giovane bresciano di nome Fausto, venuto a salutarlo dopo aver appreso del viaggio dalla rivista del CAI, col quale fa la strada fino a Varena. A Cavalese la Magnifica Comunità di Fiemme suscita una discussione politica, con Max che esprime simpatie leghiste, Elvio che proclama la sua speranza in Beppe Grillo e Cesare che si esprime in favore di Fini e Di Pietro. Le piramidi di terra di Segonzano ispirano parole sugli extraterrestri e le gallerie sulla strada per il Passo Vezzena pensieri sui combattimenti della Grande Guerra di cui quelle zone erano state teatro.
Al locandiere al passo raccontano che hanno deciso di passare per l'altopiano di Asiago in onore di Mario Rigoni Stern.

#### Capitolo 11:Storia della Società Nazionale di Psicoatletica. I gentiluomini erranti vanno alla guerra
A partire dal 1862, gli psicoatleti si ritrovarono annualmente per il Campodimaggio a Palazzo Dufresne di Torino, cui fece seguito un viaggio a piedi. Valeria visse con Michele, figlio di Umberto, a Villa Hiram.
Nel 1866 Valsecchi prese parte alla Terza guerra d'indipendenza e cadde in battaglia a Bezzecca. Pintor poi partì per l'Oriente e la presidenza della società fu assunta dal conte Pietro Tallero di Santhià. Tornato in Italia nel 1874, Pintor decise di puntare su Michele perché prendesse in mano le redini della Società, tanto più che il cugino Filiberto Taumann l'aveva adottato perché potesse portare il cognome di suo padre. Gli altri soci però non furono disposti ad affidare la guida al giovanissimo Michele, che prima tornò in Sicilia, poi intraprese un lungo viaggio col marinaio inglese Sutherland, dal quale fece ritorno con una donna yemenita di nome Mariam, dalla quale ebbe due gemelli, Yakin e Boaz. Nel 1892 fu vittima di un naufragio e poco dopo Mariam si suicidò. Pinto mandò Boaz dai parenti a Torino, dove fu battezzato col nome di Umberto Maria, mentre tenne Yakin con sé per farne il proprio erede.
Allo scoppio della prima guerra mondiale la società, di cui Umberto Maria Taumann era divenuto segretario, si divise tra interventisti e neutralisti. Samuele Pintor e Yakin provarono a conciliare le due parti, ma furono trattati in malo modo. Caddero in guerra molti psicoatleti, tra i quali il segretario, divenuto un asso dell'aviazione italiana.

#### Capitolo 12:Italica 150: da Asiago a Ferrara
La pattuglia discende dall'altopiano dirigendosi verso la pianura. In un bar di Schio viene raggiunta da due camminatori del gruppo "Carbonari della Bassa", soprannominati il Rustego e Marco Honolulu, che proseguono con loro fino ad Arzignano. A Vicenza sono ricevuti dall'articolista-alpinista-editore Alberto Peruffo, che parla delle proteste contro il raddoppio della base militare statunitense. Dietro suo consiglio proseguono lungo la riva del torrente Guà per giungere a Cologna Veneta, dove Cesare mostra seri problemi al ginocchio; Max, dal canto suo, se l'è presa e non parla da diversi giorni.
L'indomani, superato l'Adige, s'inoltrano nelle Valli Grandi Veronesi. Elvio parla della sua insoddisfacente vita sentimentale. A San Pietro Polesine, inaspettatamente si palesano due membri triestini della Società: Giusto Zontar detto Zeta e sua moglie Esterina Milone. Sul ponte tra Castelnovo Bariano e Sermide incontrano Paolo Rubik, che ha percorso delle tappe a marce forzate per incontrarli. La sera cena a Sermide tutta la compagnia, alla quale si sono aggiunti anche cinque camminatori partiti da Torino e che torneranno alla base in automobile con mogli e fidanzate. La mattina successiva il gruppo parte per Ferrara percorrendo l'argine del Po, che attraversa due volte, a Ficarolo e a Pontelagoscuro.

### Libro terzo -Al passo degli antichi

#### Capitolo 13:Lungo la costa della Calabria Ulteriore, luglio 2010
Max e il protagonista arrivano in paese dopo la scenata col ragazzino. Si fermano in un bar che sta per chiudere e percepiscono il disagio del gestore, quando sentono che una persona importante desidera vederli.

#### Capitolo 14:Italica 150: da Ferrara alle sorgenti del Tevere
A Ferrara il gruppo si congeda dalla coppia triestina e si accresce del fratello del protagonista, di Eddie La Nutria e di Saverio Tullis. All'annuncio del prossimo matrimonio di quest'ultimo, Max riacquisisce la favella. La sera si fermano a Molinella, dove Max, arrabbiato con la moglie che se n'è andata di casa portando con sé il gatto, va con una prostituta thailandese. In terra emiliana si parla dell'antica lotta tra socialismo e fascismo, mai veramente sopita dopo la Liberazione, come dimostrano i libri di Giampaolo Pansa. Giungono a Imola passando tra i campi irrorati di anticrittogamici e dalla città romagnola riprendono la via della collina. In un ristorante di Brisighella fanno un lauto pranzo; la cena invece è al Casale Serendipity, una locanda rustica tra i monti, dove i tortelli all'assenzio cucinati dalla moglie del titolare provocano attacchi di dissenteria a tutti.
Il giorno dopo, il fratello ed Eddie lasciano la compagnia (Saverio se n'è andato giorni prima), che valica il crinale appenninico ed incontra varie comitive, tra associati al CAI e scout. Alle sorgenti del Tevere si aspettano di trovare Taumann e Urbani, ma vedono solo quest'ultimo, che racconta che Scipio si trova un momento critico perché sono uscite sui giornali delle intercettazioni telefoniche che dimostrerebbero delle sue disoneste speculazioni sulla ricostruzione seguita al terremoto dell'Aquila.

#### Capitolo 15:Storia della Società Nazionale di Psicoatletica. Rinascita, anni d'oro e decadenza
Dopo la conclusione della Grande Guerra, una Società più che dimezzata vide Emilio Quaderni eletto presidente, che dichiarò apolitica l'associazione e nel 1927 organizzò un viaggio lungo l'antico confine dell'Impero Romano, dalle foci del Reno a Costanza, in Romania. Nel 1937, durante un viaggio da Roma ad Amsterdam, fu arrestato dai tedeschi ed espulso dal Reich. La società fu poi affidata ad un triumvirato composto dal linguista romano Ennio Petris, dal quasi-architetto fiorentino Dario Baroncelli e dall'ex attore Arrigo Stella, sedicente amico di Yakin Pintor. Baroncelli morì durante la Campagna di Russia; nel 1944, a Pescara, Petris e Stella esortarono le sezioni (denominate "rivendite") a non aderire alla Repubblica Sociale Italiana. Nel secondo dopoguerra la Società riprese l'attività e aprì rivendite anche in altri paesi europei, secondo la visione di Quaderni, morto nel 1950. Stella, ricercato dalla polizia, fu poi esautorato da Petris.

#### Capitolo 16:Italica 150: dalle sorgenti del Tevere a Nocera Umbra
A Pieve Santo Stefano si unisce al gruppo Ivan Bugani, che con i suoi attrezzi tatua i vari partecipanti in ricordo del viaggio, compreso Max la cui pelle non era stata segnata nemmeno nel viaggio precedente in Terrasanta. Il tatuatore ha un incidente nella sua camera d'albergo: scivola nella doccia battendo la testa. I camminatori si fermano per un po' a Città di Castello, quindi proseguono per Pietralunga, con Cesare, Ivan ed Elvio sempre più provati. A Gubbio essi assistono alla Corsa dei Ceri, con l'eccezione del protagonista e di Cesare che li precedono a Gualdo Tadino portando con sé la bandiera.
Il protagonista legge su internet che Samuele Pintor aveva fondato una setta chiamata la Confraternita dell'Uomo Verde, che al Sud si sarebbe messa in concorrenza con la Società Nazionale di Psicoatletica. Arrivano poi anche gli altri; Elvio e Ivan decidono di ritirarsi per le loro precarie condizioni fisiche, mentre Cesare, pur zoppicante, vuole continuare.

#### Capitolo 17:Italica 150: da Nocera Umbra all'Aquila
Il protagonista e il Converso partono da soli da Nocera Umbra. Per strada incontrano una brigata di garibaldini ternani che s'ispirano ai partigiani i quali, avendo saputo che gli altri due viaggiatori sono foraggiati da Taumann, li prendono a male parole. Il viaggio prosegue funestato dalla pioggia; i due hanno anche un incontro avvicinato con una volpe che agli occhi del protagonista sembra uno spirito guida. In un bar di Castelluccio di Norcia apprendono che la cantante Miriam Mondello con tutta la sua troupe si trova in paese per girare un videoclip. Alla tavola di un ristorante fanno la conoscenza di due ragazze del suo staff, una rossa e una bionda (chiamata del protagonista "la ragazza-cerbiatto") di nome Bianca. L'indomani devono separarsi: entrano per un breve tratto nel Lazio quindi in Abruzzo, dove giungono all'Aquila ferita dal terremoto dell'anno prima, incontrandovi Leo Pagani.

#### Capitolo 18:Italica 150: dall'Aquila a Isernia
Dopo essere ripartiti dall'Aquila per Rocca di Cambio, il protagonista e Max s'imbattono in un pastore col suo gregge, dopodiché notano, sul bordo della mulattiera, una carta dei tarocchi: si tratta della Torre. Questo ritrovamento turba soprattutto il Converso. 
Pernottano a Celano e attraversano la piana del Fucino, dove, in località Borgo Ottomila, si fermano in un bar che, con loro stupore, scoprono essere frequentato esclusivamente dagli immigrati nordafricani che lavorano nei campi. Incontrano poi un sedicente studioso locale, Rocco Picella detto u Professore, che si offre a loro come guida assieme al suo amico Anteo. Lungo la strada una grossa cagna randagia si mette a seguire i viandanti; Max decide di chiamarla Irma, come la Ragonesi, e di affidarla a sua madre: per questo torna in treno a Bologna da Isernia.

### Libro quarto -Incontro alla verità

#### Capitolo 19:Lungo la costa della Calabria Ulteriore, luglio 2010
Dopo essere usciti dal bar, Max e il protagonista sono presi di mira da un gruppo di giovanotti dall'aspetto poco raccomandabile, ma accelerando il passo riescono a distanziarli.

#### Capitolo 20:Italica 150: da Isernia a Benevento
Mentre Max è assente, il protagonista incontra a Isernia Bianca, a cui aveva dato appuntamento, con la di lei amica Irene, e con loro si rimette in marcia lungo il tratturo. Toccano il santuario di Castelpetroso e arrivano a Bojano, dove passano la notte. L'indomani attraversano le rovine di Saepinum giungendo a Morcone. Sotto il tavolino di un bar, il protagonista trova un'altra carta dei tarocchi: stavolta si tratta della Papessa, e inizia anche lui ad inquietarsi. La notte però riceve la visita di Bianca, con cui percorre anche la tappa successiva fino a Benevento, mentre Irene torna a casa a Roma.

#### Capitolo 21:Italica 150: da Benevento a Sapri
A Benevento il 2 giugno Max si riunisce al protagonista e insieme si dirigono verso l'Irpinia. A Montefusco sono di nuovo apostrofati in malo modo quando si scopre che camminano per conto di Taumann. In albergo a Montemiletto Max prende una scossa elettrica, fortunatamente senza conseguenze; questi poi si apparta con una prostituta ucraina di nome Svetlana.
L'indomani scendono dai monti e iniziano ad attraversare la Piana del Sele. Avvicinandosi a Eboli, il protagonista si mette a parlare del celebre libro di Carlo Levi.
A Postiglione, dove hanno trascorso la notte, incontrano Tony Marano, un uomo sulla sessantina dall'aspetto appariscente e dai modi esuberanti, che parla un misto d'italiano e d'inglese e che, saputo del loro viaggio, li invita a fare colazione con lui a Serre portandoli con la sua Oldsmobile Toronado del 1966. L'atteggiamento di Max è al limite dell'insolenza, ma il protagonista riesce a far sì che il loro ospite non s'adombri troppo.
A Sant'Angelo a Fasanella giungono in corriera Fulvio e Steve Lambretta, con i quali proseguono il viaggio. Vicino a Sanza il protagonista rievoca il triste destino di Carlo Pisacane; a San Michele pernottano in attesa di scendere l'indomani a Sapri, da dove gli ultimi due arrivati ripartiranno per il Nord.

#### Capitolo 22:Italica 150: da Sapri a Tropea
A Sapri, Tony Marano organizza una grande festa di benvenuto per gli psicoatleti e li ospita nella sua villa per un paio di giorni. Essi poi ripartono discendendo la costa tirrenica della Basilicata e della Calabria. Il protagonista dice di sentire un legame particolare con questa terra in quanto il suo cognome deriverebbe dagli antichi Bruzi. A Fiumefreddo Bruzio decidono di seguire i binari della ferrovia per risparmiare strada. Max ammette di non vedere alcun futuro nel suo rapporto con Svetlana.
A Falerna Marina, i due si fermano in un bar dove parlano con un vecchio cieco che rivolge loro parole sibilline, che sembrano riferirsi all'Uomo Verde. Trovano poi sul loro cammino un'altra carta dei tarocchi, stavolta raffigurante il Diavolo. Ciò aumenta la loro inquietudine, cosicché si fanno più guardinghi. A Parghelia fanno la conoscenza di un prete, a cui Max chiede senza mezze misure della Confraternita dell'Uomo Verde; con suo stupore, le parole del sacerdote non sono di condanna. Facendo il bagno in mare, il protagonista viene a contatto con una medusa e immagina che si tratti di Bianca. A Nicotera sperimentano ancora attestazioni di ostilità verso Taumann.

#### Capitolo 23:Italica 150: fra Scilla e Cariddi
A Scilla, mentre il protagonista fa il bagno in mare, Max abborda una ragazza di nome Valeria che dice di poter procurargli un passaggio a buon mercato al di là dello stretto e li invita a cena nella casa dove abita col padre. La sera racconta loro il mito di Scilla e Cariddi e spiega loro il significato delle carte che hanno trovato, donandone loro un'altra: la Luna. Pensano allora che l'attuale Uomo Verde sia lei. Dopo il sorgere della Luna, il padre di Valeria li traghetta su una barca a remi fino in Sicilia.

#### Capitolo 24:Incipit vita nova
I due amici percorrono la costa orientale della Sicilia per arrivare alla conclusione del loro viaggio. Max legge sul suo iPhone che Taumann si trova agli arresti domiciliari a causa dei suoi intrallazzi. Il protagonista trova su una spiaggia presso Marzamemi una carta raffigurante il Sole; si assopisce e sogna di trovarsi a Villa Hiram, dove un uomo coperto di tatuaggi gli fa dei discorsi esoterici. Al suo risveglio trova Max, che gli dice di una telefonata di Urbani che gli proponeva di assumere la segreteria dell'Unione degli Psicoatleti.
Sulla spiaggia di Capo Passero trovano Leo, Ivan, Elvio, Cesare, il Longobardo, il Logista, il Viet, Galerio, Eddie La Nutria, Rubik, Tommy e il fratello del protagonista giunti a festeggiare i due impavidi viaggiatori.

## Personaggi

### Presente
- Il protagonista: non ne viene detto il nome. Il narratore della storia ne parla sempre alla seconda persona singolare, come per aumentarne l'immedesimazione da parte del lettore. Ha tutte le caratteristiche dell'autore, come il fatto di essere uno scrittore. È sposato con Dina e ha tre figli.
- Max Montefiori detto il Converso: amico del protagonista dal tempo dello scautismo, erede di un negozio di confezioni in centro a Bologna. In gioventù ha sperimentato varie sottoculture. È sposato con una donna di nome Domitilla, conosciuta su internet, che chiama "la Filistea". Ha una parlata in cui mescola molti dialetti ed espressioni regionali.
- Leonardo Pagani detto Leo: imprenditore bolognese, titolare di un'azienda che produce tritacarne. È padre di una bambina di nome Darma, dalla cui madre è separato.
- Cesare Maggi detto il Logista: amico d'infanzia del protagonista. Da giovane era di opinioni nazionaliste; rimane un uomo molto disciplinato, seguace del vegetarianesimo e praticante il Kendō. Lavora per la regione Emilia-Romagna.
- Galerio: amico del protagonista, fotografo che lavora nel mondo del cinema.
- Elvio detto il Longobardo: giovane lombardo che fa diversi lavori precari a Milano.
- Luca Rappini detto Il Viet: amico di lunga data del protagonista. È così soprannominato perché in parte di origine vietnamita.[2]
- Paolo Rubik: giornalista sportivo che scrive per lo Stadio d'Italia, sul quale si occupa di Fantacalcio.
- Ivan Bugani: tatuatore anconetano, titolare dello studio "Braccia d'inchiostro". Ha come animale domestico un piranha di nome Zagor.
- Eddie La Nutria: studente di giurisprudenza all'Università di Ferrara, originario della provincia di Vercelli.
- Tommy Carnera detto lo Stagista: omone friulano amico del protagonista.
- Scipio Taumann: imprenditore cinquantacinquenne del settore sanitario, segretario della Società Nazionale di Psicoatletica.
- Franco Urbani: avvocato, presidente della Società Nazionale di Psicoatletica.
- Irma Ragonesi: fotografa professionista e alpinista con cui Max ha per breve tempo un flirt.
- Furio: giovane bolzanino di origine campana, ex sciatore.
- Fausto: giovane camminatore bresciano, della locale rivendita psicoatletica.
- Alberto Peruffo detto Abe: scrittore e alpinista vicentino. Sembra ispirato a Mauro Corona.
- Il Rustego: camminatore di Chiavicone di Lozzo Atestino, con barba incolta e capelli lunghi.
- Marco Honolulu: studente fuori corso di psicologia di Castelmassa, che gestisce una concessionaria pubblicitaria. Magretto con occhiali da miope, suona l'ukulele.
- Giusto Zontar detto Zeta: farmacista di Trieste, iscritto alla locale rivendita psicoatletica. Racconta di avere sperimentato su di sé dei farmaci che toglierebbero la fatica.
- Esterina Milone: moglie del precedente.
- Il fratello del protagonista
- Saverio Tullis, 19º conte di Roccasparta: trentenne di nobile famiglia decaduta, amico d'infanzia del fratello del protagonista, ridottosi a fare l'informatico.
- Miriam Mondello: cantante che ha raggiunto il successo con un brano intitolato Isterica razionalità. Sembra ispirata a Carmen Consoli.
- Bianca detta la ragazza-cerbiatto. Giovane romana dai capelli biondi, membro dello staff di Miriam Mondello, di cui il protagonista s'innamora.
- Sofi: giovane dai capelli rossi, amica e collega della precedente.
- Rocco Picella detto u Professore: settantenne esperto del Parco Nazionale d'Abruzzo e veterano del CAI.
- Anteo Loreti: membro del CAI, amico del precedente.
- Irene: amica di Bianca che l'accompagna a Isernia. Sparla continuamente del suo ex fidanzato Paride.
- Antuonio Marano detto Tony: cantante cilentano ormai fuori attività, con un trascorso negli Stati Uniti e legami col crimine organizzato.
- Steve Lambretta: cugino di Furio, chitarrista di un gruppo chiamato Perry Boys.
- Svetlana: giovane ucraina, sedicente studentessa in patria, fattivamente prostituta in Italia.
- Valeria: giovane di Scilla legata alla Confraternita dell'Uomo Verde, di cui potrebbe essere a capo.

### Passato
- Mario Valsecchi: ex carbonaro e garibaldino.
- Federico Taumann di Balvento: giovane nobile torinese di famiglia comitale, di sentimenti patriottici, massone e anticlericale.
- Samuele Ferdinando Maria Pintor: giovane napoletano di famiglia di origine aragonese, occultista. Sarà poi chiamato l'Uomo Verde.
- Valeria Mercuri: amante di Federico Taumann.
- Giraudo: brigadiere dei Reali Carabinieri a capo della scorta dei primi Psicoatleti nel loro Grande Viaggio.

## Gli Psicoatleti nella realtà
Gli Psicoatleti sono realmente un gruppo di camminatori dediti all'escursionismo, alla riscoperta del territorio e degli itinerari pedonali di rilevanza storica, culturale, spirituale, artistica e naturalistica. Al primo nucleo storico, rappresentato da un gruppo informale riunitosi nel 2004 per una traversata da mare a mare, che ha ispirato il romanzo Nessuno lo saprà, nel corso degli anni si sono aggregati camminatori e camminatrici provenienti da tutta Italia. Oltre alla passione per il cammino, la narrativa e il rock 'n' roll lo scopo dell’associazione è promuovere uno stile di vita sostenibile attraverso il ritorno a viaggi ecologici, a piedi o comunque con mezzi naturali. L'associazione vanta numerosi viaggi sul territorio nazionale ed Europeo: tre traversate da mare a mare, la Via Francigena del 2006, la Roma-Gerusalemme del 2008, Italica 150 (attraversamento completo della penisola da nord a sud) nel 2011, il Giro delle Capitali percorso nel 2015, il viaggio da Torino a Finisterre del 2016, il Vallo di Adriano nel 2018 e innumerevoli altri viaggi brevi, traversate urbane e cimenti. Molti di questi viaggi hanno ispirato romanzi dello scrittore Enrico Brizzi, presidente e fondatore dell'associazione. Oltre a Gli Psicoatleti e al già citato Nessuno lo saprà hanno visto la luce ad esempio Il pellegrino dalle braccia d'inchiostro, Il sogno del drago e Il diavolo in Terrasanta. I chilometri percorsi dagli Psicoatleti hanno generato inoltre guide, reportage, mostre fotografiche e il film documentario Italica 150 : viaggio a piedi dalla vetta d'Italia a Capo Passero.
Del 2020 è il progetto #arianuova, con l'obiettivo di acquistare e piantare con le proprie mani 500 nuovi alberi lungo la Via Francigena per realizzare una riforestazione in una delle zone più inquinate e antropizzate d’Italia: la Pianura Padana.

## Edizioni
- Enrico Brizzi, Gli Psicoatleti, collana Romanzi e racconti, n. 527, Milano, Dalai, 2011, ISBN 978-88-6073-932-2.
- Enrico Brizzi, Gli Psicoatleti, collana Oscar, n. 451, Milano, Mondadori, 2019, ISBN 978-88-04-70888-9.